# Фынчжэнь
Фэнчжэ́нь (кит. упр. 丰镇, пиньинь Fēngzhèn) — городской уезд городского округа Уланчаб автономного района Внутренняя Монголия (КНР).

## История
В 1735 году был образован Фэнчуаньский караул (丰川卫), а в этих местах разместился его Чжэньнинский отдел (镇宁所). В 1750 году на его основе был образован Фэнчжэньский комиссариат (丰镇厅).
После Синьхайской революции в 1912 году Фэнчжэньский комиссариат был преобразован в уезд Фэнчжэнь (丰镇县) Особого административного района Суйюань (绥远特别行政区). В 1914 году уезд был передан в подчинение Особого административного района Чахар (察哈尔特别行政区), но в 1929 году вошёл в состав свежеобразованной провинции Суйюань.
В 1937 году, после начала японо-китайской войны, уезд был оккупирован японскими войсками, и с 1938 года вошёл в состав марионеточного государства Мэнцзян. По окончании войны в 1945 году была восстановлена довоенная структура административно-территориального подчинения. В сентябре 1948 года на урбанизированной части уезда был образован город Фэнчжэнь, а сельская местность осталась в подчинении уездных структур, однако в сентябре 1949 года город был расформирован. После образования КНР эти земли вошли в состав Специального района Суйдун (绥东专区) провинции Суйюань, вскоре после создания переименованного в Специальный район Цзинин (集宁专区).
В 1954 году провинция Суйюань была расформирована, и Специальный район Цзинин, переименованный в Административный район Пиндинцюань (平地泉行政区), перешёл в состав новообразованного автономного района Внутренняя Монголия. В 1958 году он был расформирован, а входившие в него административные единицы вошли в состав аймака Уланчаб.
В 1990 году уезд был преобразован в городской уезд.

## Административное деление
Городской уезд Фэнчжэнь делится на 5 уличных комитетов, 5 посёлков и 3 волости.